# Ефективна температура
Ефекти́вна температу́ра, {\displaystyle T_{eff}} — температура абсолютно чорного тіла, яке створює потік випромінювання на різних довжинах хвиль такої ж потужності, що й реальне тіло.

## Ефективна температура зорі
Для зорі з певними світністю L (яка пов'язана з потоком випромінювання) та радіусом R ефективна температура визначається із закону Стефана-Больцмана й дорівнює:
{\displaystyle T_{eff}=\left({\frac {L}{4\pi \sigma R^{2}}}\right)^{1/4}},
де {\displaystyle \sigma \;} = 5,67 10-8 Вт/(м2 °К4) — стала Стефана-Больцмана.
Ефективна температура разом з  прискоренням гравітаційного тяжіння на поверхні зорі та металічністю є глобальними параметрами, що визначають структуру (модель) зоряної атмосфери.